# Четверо из Техаса
«Четверо из Техаса» (англ. 4 for Texas) — американский комедийный вестерн 1963 года, поставленный режиссёром Робертом Олдричем.

## Сюжет
XIX век, Техас, Дикий Запад. Грабители Зак Томас и Джо Джарретт узнаю́т, что скоро обычным дилижансом будут перевезены 100 тысяч долларов. Каждый из них хочет заполучить их себе, но у них появляется общий враг — банда под предводительством Мэтсона. Зак и Джо объединяют свои усилия, чтобы противостоять Мэтсону и продажному банкиру Бардену.
В планах у новоиспечённых друзей открыть казино на побережье.

## В ролях
- Фрэнк Синатра — Зак Томас
- Дин Мартин — Джо Джарретт
- Анита Экберг — Элья Карлсон
- Урсула Андресс — Максин Рихтер
- Чарльз Бронсон — Мэтсон
- «Три балбеса»: Ларри Файн[англ.], Мо Ховард и Джо Дерита — в роли самих себя (в титрах не указаны)
- Виктор Буоно — Харви Барден, президент корпорации «Galveston Savings & Trust»
- Ник Деннис — Энджел
- Ричард Джекел — Пит Манчини
- Майк Мазурки — Чад, телохранитель Зака
- Эллен Корби — вдова
- Джек Элам — Доби
- Фриц Фельд — Фриц
- Вирджиния Кристин — Брунгильда

## Премьерный показ в разных странах[1]
- США — 18 декабря 1963 (широкий экран); 20 ноября 2001 (выход DVD)
- Швеция — 26 декабря 1963
- Финляндия — 27 декабря 1963
- Япония — 28 декабря 1963
- Аргентина — 9 января 1964
- Западная Германия — 14 февраля 1964
- Дания — 17 февраля 1964
- Испания — 29 марта 1964 (только в Мадриде); 4 марта 1974 (ре-релиз)
- Франция — 10 апреля 1964 (широкий экран); ноябрь 1994 (Международный кинофестиваль в Амьене)
- Великобритания — 1965
- Италия — 24 мая 1972 (ре-релиз); 12 ноября 2006 (Кинофестиваль в Турине)
- ГДР — 14 марта 1990 (показ по ТВ)

## Номинация
В 1964 году фильм номинировался на Laurel Awards в категории «Лучший драматический экшн» (Top Action Drama), но занял лишь 4-е место.